# Florencio Campomanes
Florencio Campomanes (Manila, 22 de febrero de 1927 - Baguio, 3 de mayo de 2010) fue un politólogo, ajedrecista y organizador de torneos filipino. Fue campeón nacional de ajedrez de Filipinas, en dos ocasiones 1956 y 1960 y árbitro Internacional desde 1957. 

## Trayectoria
Se licenció en Ciencia Política en la Universidad de Georgetown. Representó a su país en cinco olimpíadas de ajedrez: Moscú 1956, Múnich 1958, Leipzig 1960, Varna 1962 y  La Habana 1966. 
Sus buenas relaciones con el presidente filipino Ferdinand Marcos relanzaron su carrera hacia la presidencia de la FIDE, cargo que ostentaría durante 14 años desde 1982 a 1995. Durante su mandato, más de 50 nuevos países se incorporaron a la FIDE.

### Campeonato mundial de Ajedrez de 1984-1985
Su presidencia de la FIDE se recuerda por la decisión de suspender el Campeonato mundial de ajedrez de 1984-1985 entre Anatoli Kárpov y Gari Kaspárov sin decidir ganador, después de 48 juegos y casi seis meses, acusando cansancio de ambos jugadores, en especial del entonces campeón Karpov al que presuntamente quiso favorecer por presiones soviéticas, más por lo que representaba para la vieja guardia rusa, que por los deseos deportivos del propio campeón que quería continuar el enfrentamiento al igual que Kasparov, que vehementemente así lo exigió. 
Fue Campomanes (además de la igualdad de estos jugadores) responsable de que el famoso duelo entre ambos ajedrecistas formara una larga saga sin precedentes aunque con métodos discutibles en algunos casos. Garry Kasparov tuvo durante toda su carrera enfrentamientos con Campomanes por estos hechos, lo que sin duda favoreció su ruptura con la FIDE para crear la Professional Chess Association en 1993.
Desde 1996, año en que fue sustituido por Kirsán Iliumzhínov, continuó como presidente honorario de la FIDE hasta su muerte por cáncer en 2010.